# NGC 2150
NGC 2150 est une vaste galaxie spirale intermédiaire située dans la constellation de la Dorade. NGC 2150 a été découverte par l'astronome britannique John Herschel en 1836.

## Caractéristiques
Sa vitesse par rapport au fond diffus cosmologique est de 4 534 ± 14 km/s, ce qui correspond à une distance de Hubble de 66,9 ± 4,7 Mpc (∼218 millions d'al).
La classe de luminosité de NGC 2150 est I-II et elle présente une large raie HI. Elle renferme également des régions d'hydrogène ionisé.